# Irrationaliteit
Irrationaliteit is besluit- en ideevorming die niet op logische redeneringen is gebaseerd. Hierbij vindt ideevorming en handelen niet plaats op basis van feiten en kennis, maar meestal op basis van gevoelens, meningen of ervaringen. Irrationaliteit wordt dan ook vaak gezien als een gebrek aan objectiviteit.

## Oorzaken
Beperkte beschikbaarheid van informatie, cognitieve beperkingen en beperkte tijd om tot een besluit te komen kunnen ten grondslag liggen aan irrationele gedachten en/of gedragingen. Herbert Simon omschreef dit ook wel als beperkte rationaliteit in zijn besluitvormingstheorie.

## Voorbeeld
Een voorbeeld van irrationeel gedrag is een persoon die bang is om een ziekte te hebben en daarom steeds de huisarts bezoekt, terwijl deze persoon in feite kerngezond is.